# Коняка Фокслі та інші дорослі оповідання
«Коняка Фокслі та інші дорослі оповідання» або коротко «Коняка Фокслі»  — збірка вибраної дорослої короткої прози британського письменника Роальда Дала. Це перше видання дорослих творів Дала українською мовою. Книга вийшла друком у видавництві  «А-ба-ба-га-ла-ма-га» 1 жовтня 2016 року.

## Анотація
Роальд Дал запрошує помандрувати дорослими оповіданнями. Його називають майстром чорного гумору, для якого найголовніше — розповісти сюжет, часто напівжартівливий, напівдетективний, напівфантастичний.

## Вміст
У збірці є 16-ть творів короткої прозової форми: 12-ть оповідань, 3-и коротких повісті та одна повість. Всі твори переклав Віктор Морозов.
| № Тв. | Українська назва                    | Оригінальна назва                | Літературна форма | Літературна форма | Твір зі збірки, англ.              |
| № Тв. | Українська назва                    | Оригінальна назва                | Українська        | Англійська        | Твір зі збірки, англ.              |
| ----- | ----------------------------------- | -------------------------------- | ----------------- | ----------------- | ---------------------------------- |
| 1     | Мадам Розетта                       | Madame Rosette                   | Коротка повість   | Novelette         | Over to You                        |
| 2     | Африканська історія                 | An African Story                 | Оповідання        | Short story       | Over to You                        |
| 3     | Людина з Півдня                     | Man from the South               | Оповідання        | Short story       | Someone Like You                   |
| 4     | Звукова машина                      | The Sound Machine                | Оповідання        | Short story       | Someone Like You                   |
| 5     | Ставка на стрибок                   | Dip in the Pool                  | Оповідання        | Short story       | Someone Like You                   |
| 6     | Шкіра                               | Skin                             | Оповідання        | Short story       | Someone Like You                   |
| 7     | Офірний баранчик                    | Lamb to the Slaughter            | Оповідання        | Short story       | Someone Like You                   |
| 8     | Коняка Фокслі                       | Galloping Foxley                 | Оповідання        | Short story       | Someone Like You                   |
| 9     | Шлях у небеса                       | The Way Up to Heaven             | Оповідання        | Short story       | Kiss, Kiss                         |
| 10    | Пасторова втіхa                     | Parson's Pleasure                | Коротка повість   | Novelette         | Kiss, Kiss                         |
| 11    | Господиня                           | The Landlady                     | Оповідання        | Short story       | Kiss, Kiss                         |
| 12    | Вільям і Мері                       | William and Mary                 | Коротка повість   | Novelette         | Kiss, Kiss                         |
| 13    | Місіс Біксбі і шубка від Полковника | Mrs Bixby and the Colonel's Coat | Оповідання        | Short story       | Kiss, Kiss                         |
| 14    | Свиня                               | Pig                              | Оповідання        | Short story       | Kiss, Kiss                         |
| 15    | Пригода в Синайській пустелі        | The Visitor                      | Повість           | Novella           | Switch Bitch                       |
| 16    | Пальцмейстер                        | The Hitchhiker                   | Оповідання        | Short story       | The Wonderful Story of Henry Sugar |

## Видання
- Дал, Роальд Коняка Фокслі та інші дорослі оповідання / Пер. з англ.: Віктор Морозов. — Київ: А-ба-ба-га-ла-ма-га, 2016. — (Доросла серія) — 368 с. ISBN 978-617-585-107-4